# Bacău
Bacău er en by i det nordøstlige Rumænien med 136.087 (2021) indbyggere. Byen er hovedstad i et distrikt der også hedder Bacău, i området Moldavien. Desuden ligger den ved foden af bjergkæden Karpaterne.